# Pogănești (okręg Vaslui)
Pogănești – wieś w Rumunii, w okręgu Vaslui, w gminie Stănilești. W 2011 roku liczyła 1099 mieszkańców.